# Las Siete Obras de Misericordia (Maestro de Alkmaar)
Las Siete Obras de Misericordia es un óleo sobre lienzo de 1504 del Maestro de Alkmaar, que consta de siete paneles, cada uno de los cuales muestra una de las obras de misericordia . 
Las pinturas muestran las obras corporales de la misericordia, con Jesús en el fondo viendo cada una, en este orden: alimentando a los hambrientos, dando de beber a los sedientos, vistiendo a los desnudos, enterrando a los muertos, protegiendo al viajero, consolando a los enfermos y rescatando al cautivo. 
En la parte superior central del panel central se representa el Juicio Final. De acuerdo con las fuentes bíblicas (Mt 5, 31-46), un factor decisivo en el Juicio Final será la cuestión moral de si las obras corporales de misericordia se practicaron o no durante toda la vida. Son importantes actos de caridad. Por lo tanto, la conjunción del Juicio Final y las obras de misericordia fueron muy frecuentes en la tradición pictórica del arte cristiano, especialmente en la Edad Media y la Edad Moderna.
La serie de imágenes del Maestro de Alkmaar fue encargada por los regentes de la casa de la familia del Espíritu Santo en Alkmaar, antes de ser trasladada a la iglesia de San Lorenzo en la ciudad en 1574. El panel permaneció en San Lorenzo hasta el 24 de junio de 1582. 
Luego fue comprado en la iglesia de San Lorenzo en julio de 1918 por su actual propietario, el Rijksmuseum de Ámsterdam. De 2004 a 2010, se prestó al Museo Boijmans Van Beuningen . 
Las pinturas, con el sello de Geertgen tot Sint Jans, están realizadas en colores brillantes, y sus figuras están dibujadas de una manera exageradamente caricaturizada. Se ha propuesto que este artista sea Cornelis Buys I, el hermano de Jacob Cornelisz van Oostsanen; se sabe que estuvo activo en Alkmaar entre 1490 y 1524. Más recientemente, el nombre de Pieter Gerritsz, originario de Haarlem, ha sido propuesto, ya que se encontraba en Alkmaar a partir de 1502. Este artista, en 1518, fue compensado por una pintura de San Bavo en Haarlem, y su nombre se puede encontrar en los registros de la Abadía de Egmond y de la iglesia de San Lorenzo en Alkmaar, durante un período que abarca los años 1515 a 1529. 